# Puisieux (Passo di Calais)
Puisieux è un comune francese di 649 abitanti situato nel dipartimento del Passo di Calais nella regione dell'Alta Francia.

## Società

### Evoluzione demografica
Abitanti censiti